# Yūki Hideyasu

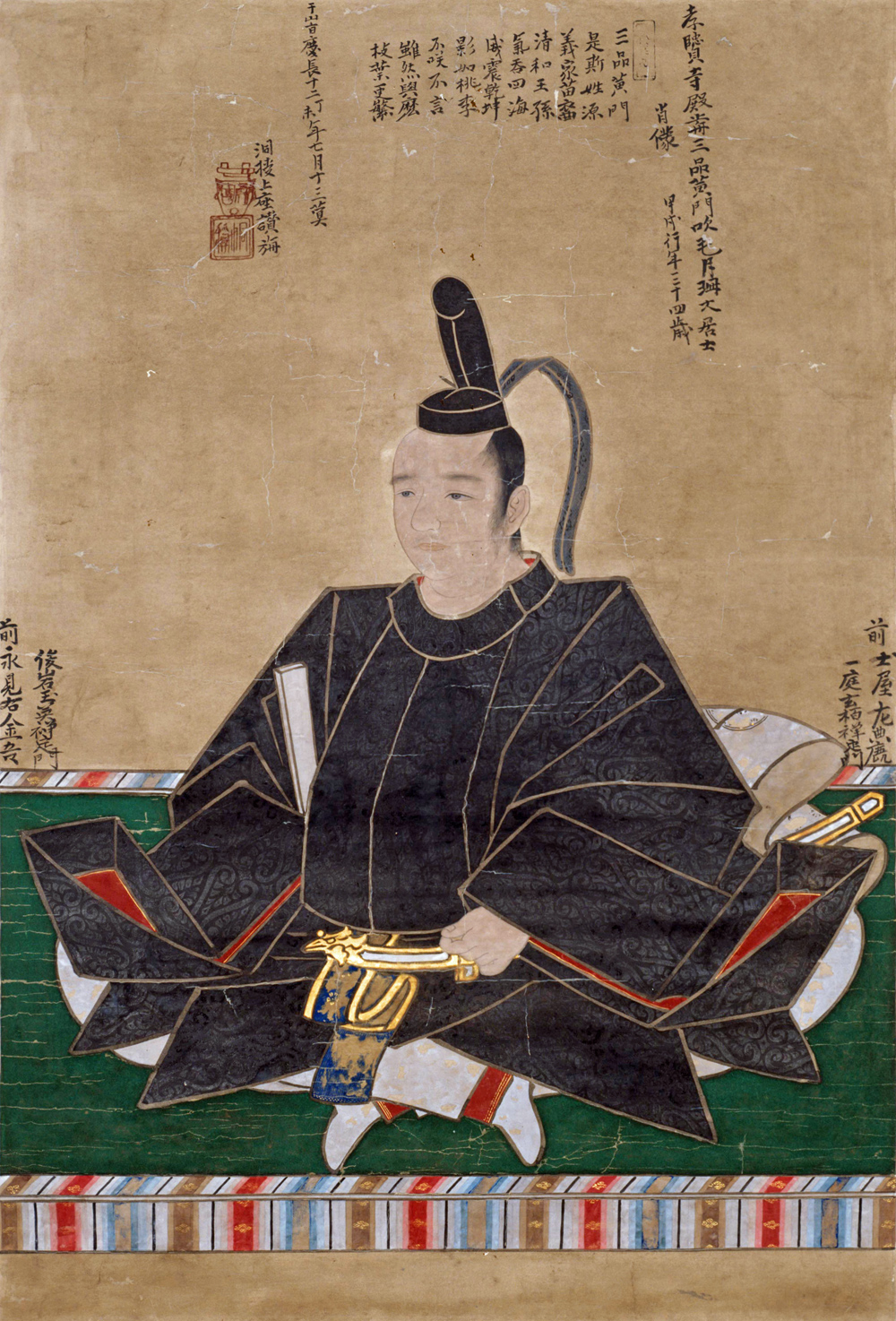
Yūki Hideyasu

Yūki Hideyasu (结城秀康, , 1 de março de 1574 - 2 de junho de 1607) foi um Daimyō que viveu entre o Período Azuchi-Momoyama e início do Período Edo . Foi o Primeiro Daimyo do Domínio de Fukui em Echizen . 

## Vida
Hideyasu nasceu Tokugawa Ogimaru em 1574, o segundo filho de Tokugawa Ieyasu, com sua concubina, Lady Oman que disse ter dado à luz a gêmeos, e que o irmão de Ogimaru sucederia o pai de Oman como monge do Santuário Chiryū em Mikawa. Hideyasu nasceu na Vila de Ofumi, próximo ao Castelo de Hamamatsu 
Oman era serva de Lady Tsukiyama , a esposa de Ieyasu. E quando Oman ficou grávida, Ieyasu temendo a ira de sua esposa, mandou Oman para a casa de seu vassalo Honda Shigetsugu , e foi lá que Hideyasu e seu irmão nasceram . 
O jovem Hideyasu, por algum motivo, não gostava do pai Ieyasu. Só conhecera seu pai aos três anos de idade, e mesmo esse frio encontro, não aconteceu por vontade de seu pai, mas por causa de seu meio-irmão, Matsudaira Nobuyasu. Após o seppuku de Nobuyasu por ordem de seu pai, Hideyasu seria o próximo da linha sucessória dos Tokugawa, no entanto, como parte das negociações de paz após a Batalha de Komaki-Nagakute, foi adotado (na realidade, se tornou um refém) por Toyotomi Hideyoshi . Enquanto vivia com os Toyotomi , Hideyasu quiz ser chamado de Hashiba Hideyasu, que combinava os nomes de seu pai adotivo também era chamado de Hashiba Hideyoshi e seu pai biológico . 

## Combates
Hideyasu participou de sua primeira campanha durante a Campanha de Kyūshū em 1587, levando o assalto Castelo Buzen-Iwaishi. Também recebeu homenagens por sua distinção na pacificação da província de Hyūga . Hideyasu também participou do Cerco de Odawara (1590) e da Campanha da Coreia (1592). Seus sucessos nestas campanhas valeu-lhe o respeito como um comandante de campo capaz, apesar de sua pouca idade . 
Em 1589, nasceu um filho de Toyotomi Hideyoshi, e assim Hideyasu foi dado em adoção no ano seguinte, a Yūki Harutomo da Província de Shimōsa. Ao casar-se com a sobrinha de Harutomo, Hideyasu conseguiu a liderança do Clã Yūki e do Domínio de Yūki com renda de 111.000 koku . 
Após a batalha de Sekigahara , foi transferido para o Domínio de Fukui em Echizen (670.000 koku) . Em 1604, ele assumiu o sobrenome Matsudaira . Quando morreu, em 1607, seu primeiro filho Matsudaira Tadanao o sucedeu.
| Precedido por Yūki Harutomo | - Líder do Clã Yūki-Matsudaira 1590–1607 | Sucedido por Matsudaira Tadanao |
| Precedido por Yūki Harutomo | Daimyō de Yūki 1590–1601                 | Sucedido por Mizuno Katsunaga   |
| Precedido por Ninguém       | Daimyō de Fukui 1601–1607                | Sucedido por Matsudaira Tadanao |